# Arabisk varg
Arabisk varg (Canis lupus arabs) är en underart till vargen. Den fanns förr runt hela den Arabiska halvön men nu lever den i små flockar i Palestina, Jemen, Jordanien och Saudiarabien.
Den är mindre än sina amerikanska och europeiska släktingar och den har en kort grå beige päls och gula ögon. Dock har många vargar som påträffats haft bruna ögon. Detta indikerar att många av dem inte är renrasiga vargar längre och att renrasiga vargar har parat sig med förvildade hundar, vilket är ett allvarligt hot mot denna underart.
Den arabiska vargen lever inte i stora flockar utan lever och jagar ihop med tre eller fyra andra vargar. De attackerar och jagar alla tamdjur som de stöter på upp till en gets storlek; detta har gjort att lantbrukare skjuter och förgiftar dem. I deras vanliga diet ingår olika gnagare speciellt klippdassar, harar, gaseller och kadaver.
I Palestina tror man att det finns mellan 100 och 150 arabiska vargar kvar.